# Bantua valida
Bantua valida är en kackerlacksart som beskrevs av Robert Walter Campbell Shelford 1911. Bantua valida ingår i släktet Bantua och familjen jättekackerlackor. Inga underarter finns listade.